# ウォーター・ポロ・アリーナ
ウォーター・ポロ・アリーナ（英: Water Polo Arena）は2012年ロンドンオリンピックの水球競技場。オリンピック・パークの南東隅に位置し、アクアティクス・センターとは隣同士、またオリンピック・スタジアムとはウォーターワークス川を挟んだ対岸にある。
この仮設施設の建設は2011年の春に始まった。大会期間中、この5000席の競技場は男子および女子の水球競技に使われ、ウォームアップ用プールと、37メートルの競技用プールが設けられている。
アクアティクス・センターとウォーター・ポロ・アリーナは、オリンピックパークの最も手狭な一角のひとつで互いに隣接している。スペースを最大限有効利用するため、報道、食事、警備などいくつかの裏方関係の設備は、両方の建物で共用している。
これはオリンピックで初の水球専用施設だが、大会後は取り壊すことになっている。施設の各備品は再利用されるか、どこか別の場所へ移転する予定である。